# Puchar Anglii w piłce nożnej (1873/1874)
Puchar Anglii w piłce nożnej 1873–1874 – trzecia edycja najstarszych w historii rozgrywek piłkarskich. W turnieju wzięło udział 26 drużyn, rozegrano 26 spotkań (6 z zaplanowanych się nie odbyło). Najlepsza okazała się drużyna Oxford University, która w finale pokonała Royal Engineers.

## Terminarz
| runda        | data          | liczba meczów | zespoły → awans | bramki                |
| ------------ | ------------- | ------------- | --------------- | --------------------- |
| I runda      | 09.10 - 17.11 | 11            | 28 → 14         | 21 (1,91 bramki/mecz) |
| II runda     | 15.11 - 20.12 | 8             | 14 → 7          | 19 (2,37 bramki/mecz) |
| Ćwierćfinały | 06.12 - 31.01 | 4             | 7 → 4           | 13 (3,25 bramki/mecz) |
| Półfinały    | 28.01 - 28.02 | 2             | 4 → 2           | 3 (1,50 bramki/mecz)  |
| Finał        | 14.03         | 1             | 2 → 1           | 2                     |

## Wyniki

### I runda
| data                 | gospodarz            | wynik    | gość              | uwagi                                   |
| -------------------- | -------------------- | -------- | ----------------- | --------------------------------------- |
| 9 października 1873  | Pilgrims             | 1 : 0    | Great Marlow      |                                         |
| 11 października 1873 | Royal Engineers      | 5 : 0    | Brondesbury       |                                         |
| 11 października 1873 | Woodford Wells       | 3 : 2    | Reigate Priory    |                                         |
| 18 października 1873 | Swifts               | 1 : 0    | Crystal Palace    |                                         |
| 25 października 1873 | 1st Surrey Rifles    | 0 : 0    | Barnes            | mecz powtórzono                         |
| 25 października 1873 | Cambridge University | 1 : 0    | South Norwood     |                                         |
| 28 października 1873 | Uxbridge             | 3 : 0    | Gitanos           |                                         |
| 29 października 1873 | Oxford University    | 4 : 0    | Upton Park        |                                         |
| 30 października 1873 | Sheffield            | 0 : 0    | Shropshire        | mecz powtórzono                         |
| 8 listopada 1873     | Barnes               | 1 : 0    | 1st Surrey Rifles | mecz dodatkowy                          |
| 17 listopada 1873    | Shropshire           | 0 : 0    | Sheffield         | mecz dodatkowy, zadecydował rzut monetą |
|                      | High Wycombe         | walkower | Old Etonians      |                                         |
|                      | Clapham Rovers       | walkower | Athletic Club     |                                         |
|                      | Maidenhead           | walkower | Civil Service     |                                         |
|                      | Trojans              | walkower | Farningham        |                                         |
|                      | Wanderers F.C.       | walkower | Southall          |                                         |

### II runda
| data              | gospodarz            | wynik    | gość                 | uwagi                               |
| ----------------- | -------------------- | -------- | -------------------- | ----------------------------------- |
| 15 listopada 1873 | Clapham Rovers       | 1 : 1    | Cambridge University | mecz powtórzono                     |
| 22 listopada 1873 | Maidenhead           | 1 : 0    | High Wycombe         |                                     |
| 22 listopada 1873 | Oxford University    | 2 : 0    | Barnes               |                                     |
| 22 listopada 1873 | Sheffield            | 1 : 0    | Pilgrims             |                                     |
| 22 listopada 1873 | Swifts               | 2 : 1    | Woodford Wells       |                                     |
| 26 listopada 1873 | Royal Engineers      | 2 : 1    | Uxbridge             |                                     |
| 29 listopada 1873 | Cambridge University | 1 : 1    | Clapham Rovers       | mecz dodatkowy, ponownie powtórzono |
| 20 grudnia 1873   | Clapham Rovers       | 4 : 1    | Cambridge University | mecz dodatkowy                      |
|                   | Wanderers F.C.       | walkower | Trojans              |                                     |

### Ćwierćfinały
| data               | gospodarz         | wynik | gość              | uwagi           |
| ------------------ | ----------------- | ----- | ----------------- | --------------- |
| 6 grudnia 1873     | Wanderers F.C.    | 1 : 1 | Oxford University | mecz powtórzono |
| 10 grudnia 1873    | Royal Engineers   | 7 : 0 | Maidenhead        |                 |
| 17 stycznia 1874   | Clapham Rovers    | 2 : 1 | Sheffield         |                 |
| 31 stycznia 1874   | Oxford University | 1 : 0 | Wanderers F.C.    | mecz dodatkowy  |
| Swifts - wolny los |                   |       |                   |                 |

### Półfinały
| data             | gospodarz         | wynik | gość           | uwagi                        |
| ---------------- | ----------------- | ----- | -------------- | ---------------------------- |
| 28 stycznia 1874 | Royal Engineers   | 2 : 0 | Swifts         | na stadionie Kennington Oval |
| 28 lutego 1874   | Oxford University | 1 : 0 | Clapham Rovers | na stadionie Kennington Oval |

### Finał
| 14 marca 1874 | Oxford University · Charles Mackarness 10' · Frederick Patton 20' | 2 : 0(2:0) | Royal Engineers | Kennington Oval, Londyn Widzów: 2 000 Sędzia: Alfred Stair (Upton Park) |
|               |                                                                   |            |                 |                                                                         |

| Oxford: |                    |
|         |                    |
| BR      | Charles Nepeadn    |
| OB      | Charles Mackarness |
| PO      | Francis Birley     |
| PO      | Frederick Green    |
| NA      | Robert Benson      |
| NA      | Frederick Maddison |
| NA      | William Rawson     |
| NA      | Cuthbert Ottaway   |
| NA      | Arthur H. Johnson  |
| NA      | Robert Vidal       |
| NA      | Frederick PAtton   |

| Royal Engineers: |                                   |
|                  |                                   |
| BR               | kapitan William Merriman          |
| OB               | major Francis Marindin            |
| PO               | podporucznik George Addison       |
| PO               | podporucznik Gerald Onslow        |
| NA               | podporucznik Pelham von Donop     |
| NA               | podporucznik John Blackburn       |
| NA               | podporucznik Herbert Rawson       |
| NA               | podporucznik Henry Renny-Tailyour |
| NA               | podporucznik Henry Olivier        |
| NA               | podporucznik Charles Wood         |
| NA               | podporucznik Thomas Digby         |